# Неј (Охајо)
Неј (енгл. Ney) град је у америчкој савезној држави Охајо.

## Демографија
По попису из 2010. године број становника је 354, што је 10 (-2,7%) становника мање него 2000. године.
| Група             | 2000.       | 2010.       |
| Белци             | 355 (97,5%) | 338 (95,5%) |
| Афроамериканци    | 1 (0,3%)    | 0 (0,0%)    |
| Азијати           | 0 (0,0%)    | 0 (0,0%)    |
| Хиспаноамериканци | 2 (0,5%)    | 16 (4,5%)   |
| Укупно            | 364         | 354         |